# Henri Sassine
Raouf Henri Sassine, dit Henri Sassine, né le 8 octobre 1940 en Égypte et mort le 11 février 2024 à Laval, au Québec, est un maître d'armes et entraîneur olympique canadien. Entre 1980 et 2020, il forme 10 escrimeurs qui représentent le Canada aux Jeux olympiques. Il est également entraîneur de l'équipe olympique canadienne d'escrime en 1984, 1988, 1992, 1996 et 2016. Il est le fondateur du club d'escrime Scaramouche de Chibougamau et du club d'escrime Cœur de Lion du collège Regina Assumpta de Montréal. Il est le père de la sabreuse canadienne Sandra Sassine.

## Biographie

### Vie privée
Henri Sassine naît le 8 octobre 1940 en Égypte. Il est le fils de Waddie Sassine et de Charlotte Akaoui. Il a un frère, Sami. Il travaille pendant quelques années dans l'armée, puis en 1966, à 25 ans, il immigre au Québec. Il s'installe à Chibougamau, dans le Nord-du-Québec l'année suivante et y enseigne l'éducation physique,. Il y fait la rencontre de Claire Verreault. Le couple se marie et Verreault devient elle aussi, maître d'armes,.
Henri Sassine est le père de Marie-Pascale Sassine (d'une première union) et de Sami Sassine et Sandra Sassine (avec Claire Verreault).
Il décède le 11 février 2024, à Laval, au Québec, à l'âge de 83 ans.

### Carrière d'entraîneur
En 1967, Henri Sassine fonde un club d'escrime à Chibougamau, le club Scaramouche, et offre des cours aux élèves du secondaire. Dès 1978, les athlètes d'Henri Sassine remportent la médaille d’or en équipe aux championnats nationaux. En 1982, les sabreurs du club Scaramouche s'illustrent lors des jeux du Commonwealth et lors des Championnats du monde de Rome. La même année Henri Sassine remporte le titre d’entraîneur de l’année, de l’Association du Mérite sportif québécois. À Chibougamau, Sassine entraîne alors une quarantaine d’athlètes, dont Jean-Paul Banos et Jacynthe Poirier qui s’illustrent sur les scènes nationales et internationales. L’année suivante, un autre de ses athlètes, Daniel Perreault, gagne à Cuba, le titre de Champion du monde junior et devient le premier escrimeur canadien remporte un tournois international de haut-niveau.
Lors des Jeux olympiques de Los Angeles, en 1984, Henri Sassine devient l’entraîneur de l’équipe olympique canadienne. Il conserve ce rôle lors des Jeux Olympiques d'été de Séoul (1988), de Barcelone (1992) et d’Atlanta (1996), ainsi que lors des jeux de Rio (2016). Fait peu commun chez les maîtres d'armes, Sassine entraîne des athlètes dans les trois disciplines de l'escrime : épée, sabre et fleuret.
En 1997, les maîtres d’armes Henri Sassine et Claire Verreault s’installent à Montréal pour poursuivre dans le domaine de l’escrime. En 2000, Sassine est embauché comme entraîneur à Winnipeg, et y travaille pendant 3 ans à monter le programme d'escrime Manitobain, alors que Claire Verreault devient Coordonnatrice élite de la Fédération québécoise d'escrime,. Ils fondent le club Cœur de Lion du collège Regina Assumpta.

## Prix et récompenses
En 2005, Henri Sassine est intronisé au Panthéon de l'escrime du Québec.

## Athlètes
Au cours de sa carrière, Henri Sassine mène 9 athlètes canadiens aux Jeux olympiques.
- Daniel Perreault (1961- );
- Jean-Paul Banos (1961- );
- Jean-Marie Banos (1962- );
- Claude Marcil (1963- );
- Jacynthe Poirier (1962- );
- Tony Plourde (1966- );
- Evans Gravel (1970- );
- Sandra Sassine (1979- );

- Maximilien Van Haaster (1992- );
- Pamela Brind’Amour (1993- ).

## Archives
Les archives du club Scaramouche et du camp Nicabau, fondés par Henri Sassine, sont conservées à la Société d'histoire de la Baie-James.